# Balahowit
Balahowit – wieś w Armenii, w prowincji Kotajk. W 2011 roku liczyła 3435 mieszkańców.